# Encore une fois
Encore une fois è un singolo del gruppo musicale tedesco Sash!, pubblicato il 21 gennaio 1997 come secondo estratto dall'album It's My Life - The Album. La parte vocale del brano, in lingua francese, è interpretata dalla cantante tedesca Sabine Ohmes.
11 anni dopo la prima pubblicazione, il brano è entrato nuovamente nella Top 40 di 3 paesi a seguito dell'inclusione in un mash-up.

## Pubblicazione
Esistono due differenti versioni del brano. La prima è l'originale, utilizzata per il video musicale ed apparsa (in forma estesa) nell'album. La seconda è la versione di Future Breeze. Appare nei Best Of di Sash! e come bonus track (in forma estesa) in It's My Life.
Quando il singolo è stato originariamente pubblicato, un errore di pressatura ha scambiato le prime due tracce (Original e Future Breeze) dando così un successo accidentale al remix di Future Breeze, che divenne quindi la versione ufficiale.

## Accoglienza
Jon O'Brien di AllMusic notò "il sound pizzicato"  delle canzone. Un revisore di Smash Hits commentò: "Pensa a Insomnia di Faithless in uno stile continentale trance".

## Successo commerciale
Encore une fois ebbe un grande successo nelle classifiche globali e rimane uno dei più grandi successi del gruppo. Negli Stati Uniti si è posizionata al numero uno nella Billboard Hot Dance Club Play. In Europa ha raggiunto il numero uno in Irlanda, così come nella Eurochart Hot 100. Ha raggiunto la posizione numero 2 in Danimarca e nel Regno Unito. È entrata nella Top 10 anche in Belgio, Finlandia, Francia, Islanda, Italia, Paesi Bassi, Norvegia, Spagna e Svezia. In Nuova Zelanda e in Australia ha raggiunto rispettivamente le posizioni 34 e 35.

## Video musicale
Il video di Encore une fois fu diretto da Oliver Sommer.
Esistono due versioni del video: Original Edit e Blunt Radio Edit (una versione modificata del Future Breeze Remix). L'originale può essere vista sul DVD del decimo anniversario e la più recente sul canale ufficiale YouTube di Altra Moda Music. A settembre 2020 aveva più di 4,7 milioni di visualizzazioni.

## Tracce
CD1
1. Encore une fois (Original Edit) – 3:38
2. Encore une fois (Future Breeze Edit) – 3:38
3. Encore une fois (Future Breeze Mix) – 6:25
4. Encore une fois (Original 12" Mix) – 6:28
5. Encore une fois (Merlyn and Chuck Mellow Mix) – 5:50
6. Encore une fois  (La Casa Di Tokapi Mix) – 5:19

CD2
1. Encore une fois (Blunt Radio Edit) – 3:49
2. Encore une fois (Future Breeze) – 6:29
3. Encore une fois (La Casa di Tokapi) – 5:22
4. Encore une fois  (Dancing Divas Club Remix) – 7:24
5. Encore une fois (The Powerplant Remix) – 9:42
6. Encore une fois  (Original 12") – 6:27